# Go-dokoro
 (juin 2023).
Si vous disposez d'ouvrages ou d'articles de référence ou si vous connaissez des sites web de qualité traitant du thème abordé ici, merci de compléter l'article en donnant les références utiles à sa vérifiabilité et en les liant à la section « Notes et références ».
Go-dokoro (碁所, ') est un titre accordé au Japon du début de l'époque d'Edo jusqu'à la restauration de Meiji. C'est à cette époque la position officielle la plus élevée à laquelle peut prétendre un joueur de go. Littéralement, c'est une métonymie, signifiant « bureau de go ».

## Histoire
Le titre, créé par Tokugawa Ieyasu, est attribué par le commissionnaire aux sanctuaires et aux temples. Le go-dokoro doit être un meijin et être le meilleur joueur du pays. Les deux titres sont très liés, mais l'obtention du titre de go-dokoro ne suit pas automatiquement l'obtention de celui de meijin. Hon'inbō Satsugen devra notamment patienter trois ans entre les deux.
Le go-dokoro est responsable de l'approbation des promotions de classement et de la médiation des divergences entre les « quatre maisons de go »; il doit servir de tuteur de go au shogun, approuver les conditions selon lesquelles se déroulent les compétitions et faire en sorte que le monde du go fonctionne correctement.
La situation est généralement un engagement à vie, car l'homme qui occupe le poste est dispensé de jouer aucune partie qui pourrait lui faire perdre sa position de go-dokoro ou de meijin. Il existe deux exceptions : Le cas de Yasui Sanchi et celui de Hon'inbō Jōwa. À chaque fois, c'est la suspicion de manœuvres politiques pour obtenir le titre qui seront à l'origine de leurs déchéances.
Le titre disparaît en 1868 avec la chute du gouvernement Togukawa. Les deux derniers meijin, Hon'inbō Shuei et Hon'inbō Shūsai, ne porteront pas le titre de go-dokoro.

## Liste des Go-dokoro
| Rang | Joueur                | Années    |
| ---- | --------------------- | --------- |
| 1er  | Hon'inbō Sansa        | 1612–1623 |
| 2e   | Inoue Nakamura Dōseki | 1623–1630 |
| 3e   | Yasui Sanchi          | 1668–1676 |
| 4e   | Hon'inbō Dōsaku       | 1677–1702 |
| 5e   | Inoue Dosetsu Inseki  | 1710–1719 |
| 6e   | Hon'inbō Dōchi        | 1721–1727 |
| 7e   | Hon'inbō Satsugen     | 1770–1788 |
| 8e   | Hon'inbō Jōwa         | 1831–1839 |

## Source
- (en) Cet article est partiellement ou en totalité issu de l’article de Wikipédia en anglais intitulé « Godokoro » (voir la liste des auteurs).